# Tulasnella valentini
Tulasnella valentini é uma espécie de fungo pertencente à família Tulasnellaceae.